# Loisin
Loisin település Franciaországban, Haute-Savoie megyében. Lakosainak száma 1728 fő (2022. január 1.). Loisin Ballaison, Bons-en-Chablais, Chens-sur-Léman, Douvaine, Machilly és Veigy-Foncenex községekkel határos.

## Népesség
A település népességének változása:
| Lakosok száma | 1458 | 1495 | 1552 | 1551 | 1598 | 1633 | 1647 | 1687 | 1728 |
|               | 2013 | 2015 | 2016 | 2017 | 2018 | 2019 | 2020 | 2021 | 2022 |